# モントローズ (バンド)

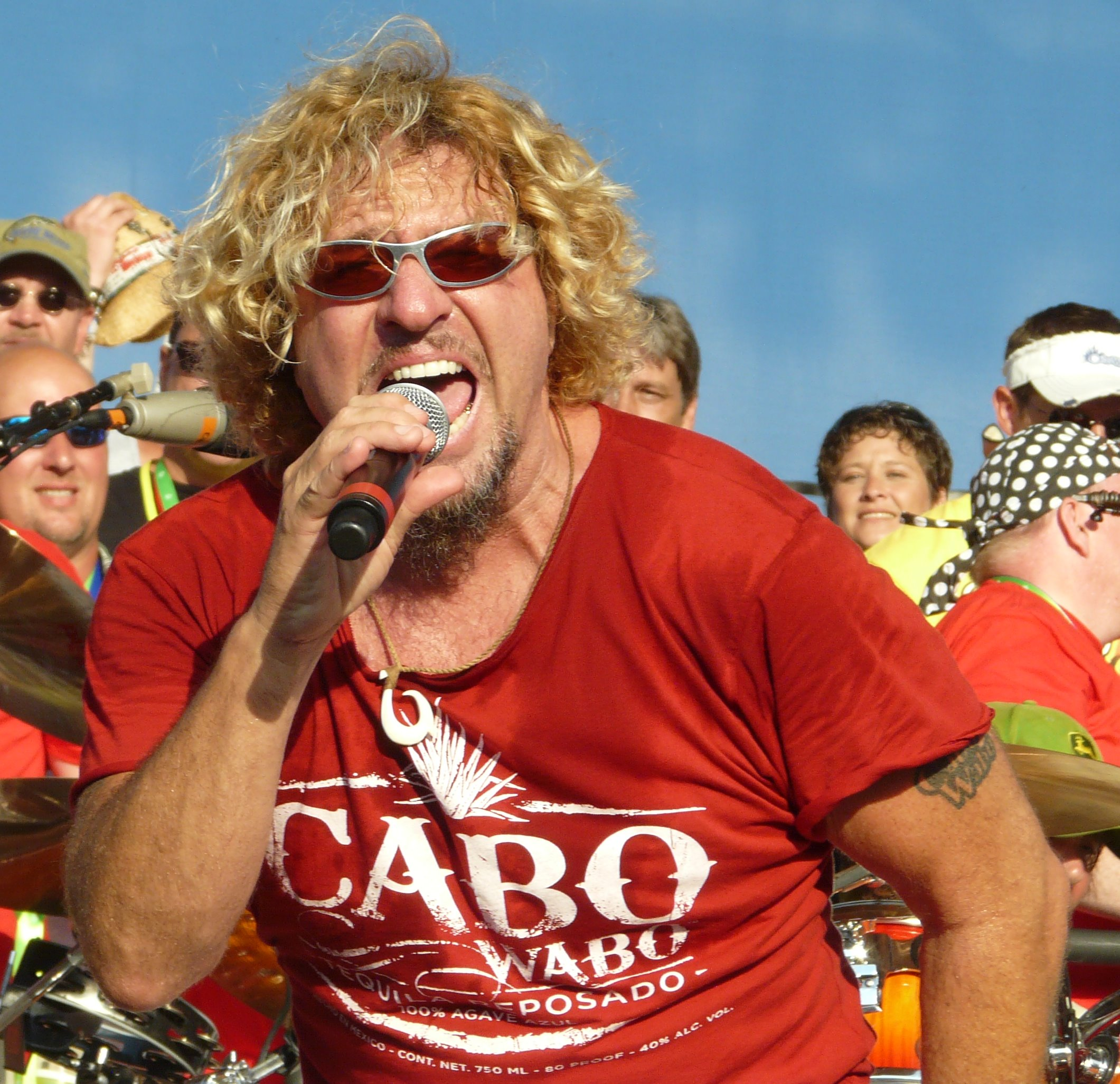
サミー・ヘイガー

モントローズ（Montrose）は、アメリカ合衆国のハードロック・バンド。

## 来歴
ヴァン・モリソンやエドガー・ウィンター等と活動していたギタリスト、ロニー・モントローズを中心に結成される。他のメンバーはサミー・ヘイガー（ボーカル）、ビル・チャーチ（ベース）、デニー・カーマッシ（ドラムス）。
1973年にデビュー・アルバム『ハード☆ショック!』発表。その後、ビル・チャーチの後任としてアラン・フィッツジェラルドが加入し、セカンド・アルバム『ペイパー・マネー (灼熱の大彗星)』（1974年）発表。サミー・ヘイガーは同作を最後に脱退し、1976年にソロ・デビュー、後にヴァン・ヘイレンに加入する。
バンドは、新メンバーのボブ・ジェイムス（ボーカル）とジム・アルシヴァー（キーボード）を迎え、『ワーナー・ブラザーズ・プレゼンツ』（1975年）を発表するが、今度はアラン・フィッツジェラルドが脱退。アランはサミー・ヘイガーのバック・バンドでキーボードを担当し、その後ナイト・レンジャーに加入。後任としてランディ・ジョー・ホッブス（元ジョニー・ウィンター・バンド）が加入し、1976年にラスト・アルバムとなる『反逆のジャンプ』を発表。同作のジャケット・デザインはヒプノシスが担当し、水着女性の股間をアップにした写真を使用。
モントローズ解散後、ロニー・モントローズはガンマを結成し、デニー・カーマッシはサミー・ヘイガーとの共演やガンマでの活動を経てハートに加入。
1987年、ロニー・モントローズは、ガンマのベーシストのグレン・レッチ等と共にモントローズ名義のアルバム『ミーン』発表。同作に参加したミュージシャンのうち、ジョニー・エドワーズ（ボーカル）は後にフォリナーに加入し、ジェイムス・コタック（ドラムス）はキングダム・カムやスコーピオンズで活動。
サミー・ヘイガーが1997年に発表したソロ・アルバム『マーチング・トゥ・マーズ』の収録曲「リーヴィング・ザ・ウォームス・オブ・ザ・ウーム」は、モントローズのオリジナル・メンバーの再結成による録音である。

## ディスコグラフィ

### スタジオ・アルバム
- 『ハード☆ショック!』 - Montrose (1973年) ※全米133位
- 『ペイパー・マネー (灼熱の大彗星)』 - Paper Money (1974年) ※全米65位
- 『ワーナー・ブラザーズ・プレゼンツ』 - Warner Brothers Presents... Montrose! (1975年) ※全米79位
- 『反逆のジャンプ』 - Jump On It (1976年) ※全米118位
- 『ミーン』 - Mean (1987年)

### コンピレーション・アルバム
- 『ヴェリー・ベスト・オブ・モントローズ』 - The Very Best of Montrose (2000年)
- An Introduction to : Montrose (2019年)

### シングル
- "Rock The Nation" (1973年)
- 「スペイス・ステイション#5」 - "Space Station #5" (1973年)
- 「灼熱の大彗星」 - "I Got the Fire" (1974年)
- "Bad Motor Scooter" (1974年)
- 「デーモン・クイーン」 - "Matriarch" (1975年)
- 「反逆のジャンプ」 - "Jump On It" (1976年)